# Manu Morlanes
Manu Morlanes (Zaragoza, 1999. január 12. –) spanyol korosztályos válogatott labdarúgó, a Mallorca középpályása kölcsönben a Villarreal csapatától.

## Pályafutása

### Klubcsapatokban
Morlanes a spanyolországi Zaragoza városában született. Az ifjúsági pályafutását a helyi Real Zaragoza csapatában kezdte, majd a Villarreal akadémiájánál folytatta.
2017-ben mutatkozott be a Villarreal tartalék, majd 2018-ban az első osztályban szereplő felnőtt keretében. Először a 2018. augusztus 18-ai, Real Sociedad ellen 2–1-re elvesztett mérkőzésen lépett pályára. 2020 és 2023 között az Almería, az Espanyol és a Mallorca csapatát erősítette kölcsönben.

### A válogatottban
Morlanes az U17-es, az U19-es és az U21-es korosztályú válogatottakban is képviselte Spanyolországot.

## Statisztikák
2023. április 9. szerint
| Klub                  | Szezon   | Osztály          | Bajnokság | Bajnokság | Kupa és Ligakupa | Kupa és Ligakupa | Nemzetközi | Nemzetközi | Összesen | Összesen |
| Klub                  | Szezon   | Osztály          | Meccs     | Gól       | Meccs            | Gól              | Meccs      | Gól        | Meccs    | Gól      |
| --------------------- | -------- | ---------------- | --------- | --------- | ---------------- | ---------------- | ---------- | ---------- | -------- | -------- |
| Villarreal            | 2017–18  | La Liga          | 0         | 0         | 0                | 0                | 1          | 0          | 1        | 0        |
| Villarreal            | 2018–19  | La Liga          | 10        | 0         | 1                | 0                | 5          | 1          | 16       | 1        |
| Villarreal            | 2019–20  | La Liga          | 9         | 0         | 4                | 0                | —          | —          | 13       | 0        |
| Villarreal            | 2021–22  | La Liga          | 0         | 0         | 0                | 0                | 1          | 0          | 1        | 0        |
| Villarreal            | 2022–23  | La Liga          | 4         | 0         | 3                | 0                | 7          | 0          | 14       | 0        |
| Villarreal            | Összesen | Összesen         | 23        | 0         | 8                | 0                | 14         | 1          | 45       | 1        |
| Almería (kölcsönben)  | 2020–21  | Segunda División | 37        | 1         | 1                | 0                | —          | —          | 38       | 1        |
| Espanyol (kölcsönben) | 2021–22  | La Liga          | 27        | 2         | 3                | 0                | —          | —          | 30       | 2        |
| Mallorca (kölcsönben) | 2022–23  | La Liga          | 3         | 1         | 0                | 0                | —          | —          | 3        | 1        |
| Összesen              | Összesen | Összesen         | 90        | 4         | 12               | 0                | 14         | 1          | 116      | 5        |

## Sikerei, díjai
Villarreal
- UEFA-szuperkupa
  - Döntős (1): 2021

Spanyol U17-es válogatott
- U17-es labdarúgó-Európa-bajnokság
  - Döntős (1): 2016